# Secteur pastoral du Val d'Orge-Sainte-Geneviève-des-Bois
Le secteur pastoral du Val d'Orge-Sainte-Geneviève-des-Bois est une circonscription administrative de l'église catholique de France, subdivision du diocèse d'Évry-Corbeil-Essonnes.

## Histoire
Le synode diocésain de 1987 a modifié le statut du doyenné en secteur pastoral.

## Organisation
Le doyenné du Val d'Orge-Sainte-Geneviève-des-Bois est rattaché au diocèse d'Évry-Corbeil-Essonnes, à l'archidiocèse de Paris et à la province ecclésiastique de Paris. Il est situé dans le vicariat Centre et la zone urbaine du diocèse.

### Paroisses suffragantes
Le siège du doyenné est fixé à Sainte-Geneviève-des-Bois. Le secteur pastoral du Val d'Orge-Sainte-Geneviève-des-Bois regroupe les paroisses des communes de:
- Fleury-Mérogis,
- Morsang-sur-Orge,
- Saint-Michel-sur-Orge (deux paroisses),
- Sainte-Geneviève-des-Bois,
- Villemoisson-sur-Orge.

### Prêtres responsables
| Période                                  | Période  | Identité        | Fonction précédente | Observation |
| ---------------------------------------- | -------- | --------------- | ------------------- | ----------- |
| ?                                        | en cours | John Mac Lellan |                     | -           |
| Les données manquantes sont à compléter. |          |                 |                     |             |

## Pour approfondir

## Sources
1. ↑  « Carte du découpage en secteurs sur le site du diocèse. »(Archive.org • Wikiwix • Archive.is • Google • Que faire ?) Consulté le 10/08/2010.